# Luis Fonsi
Luis Alfonso Rodríguez López-Cepero (født 15. april 1978 i San Juan, Puerto Rico), bedre kendt som Luis Fonsi, er en puertoricansk sanger, sangskriver og skuespiller.
Han er mest kendt for sin sang "Despacito", som han skrev tilbage i 2017 med Daddy Yankee.